# Fabiano Caruana
Fabiano Caruana, född 30 juli 1992 i Miami, är en amerikansk-italiensk stormästare i schack. Caruana vann kandidatturneringen i mars 2018 och fick möta den regerande världsmästaren Magnus Carlsen i en VM-match i London den 9–28 november 2018. Han förlorade titelmatchen i tiebreak.[källa behövs]
Caruana har dubbelt medborgarskap; amerikansk och italiensk.
Fabiano Caruana vann 2014 och 2018 Sinquefield Cup.